# Cheiloporina malayana
Cheiloporina malayana är en mossdjursart som beskrevs av Harmer 1957. Cheiloporina malayana ingår i släktet Cheiloporina och familjen Cheiloporinidae. Inga underarter finns listade i Catalogue of Life.